# Taurion
Pour l’article homonyme, voir Saint-Priest-Taurion.

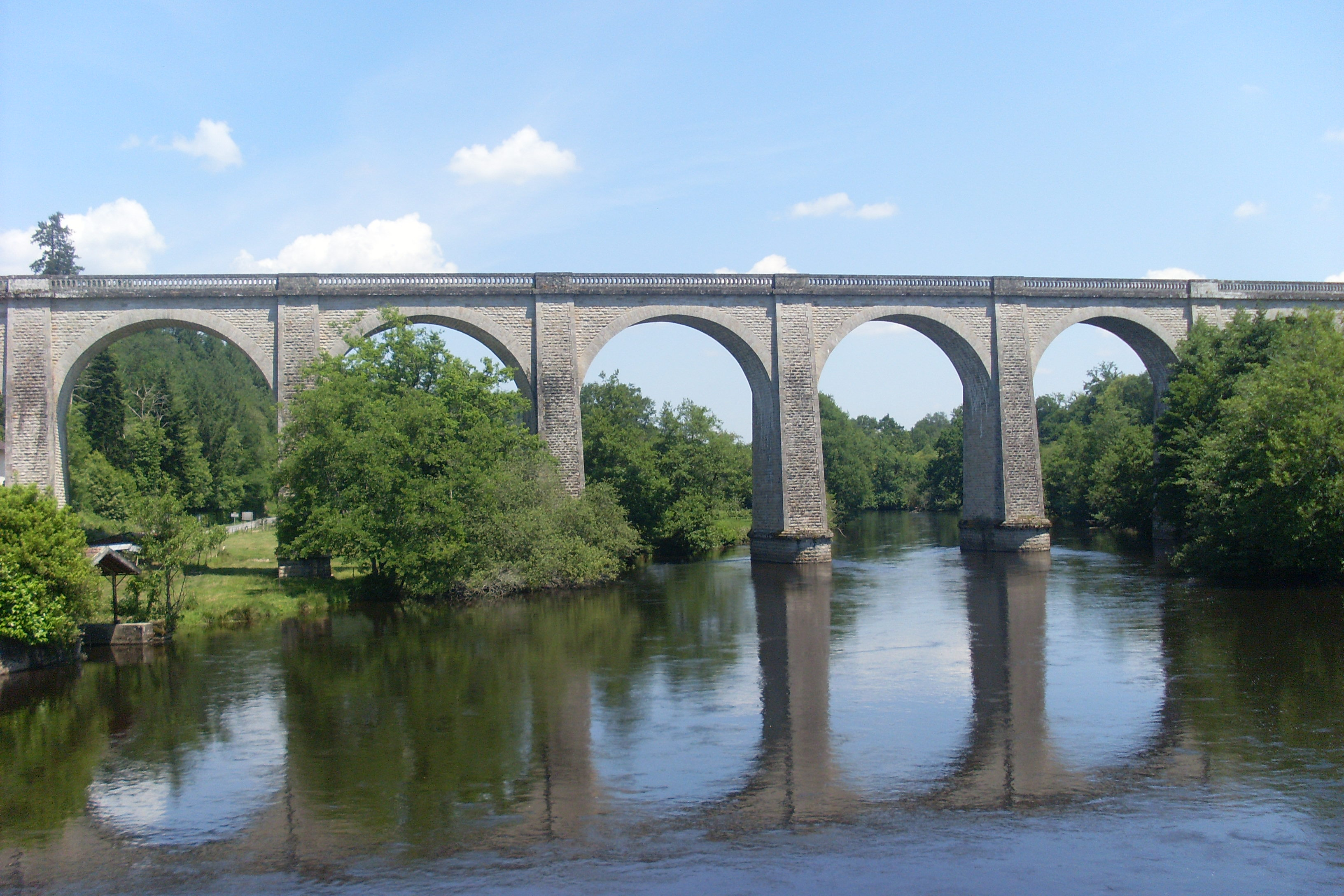
Saint-Priest-Taurion.

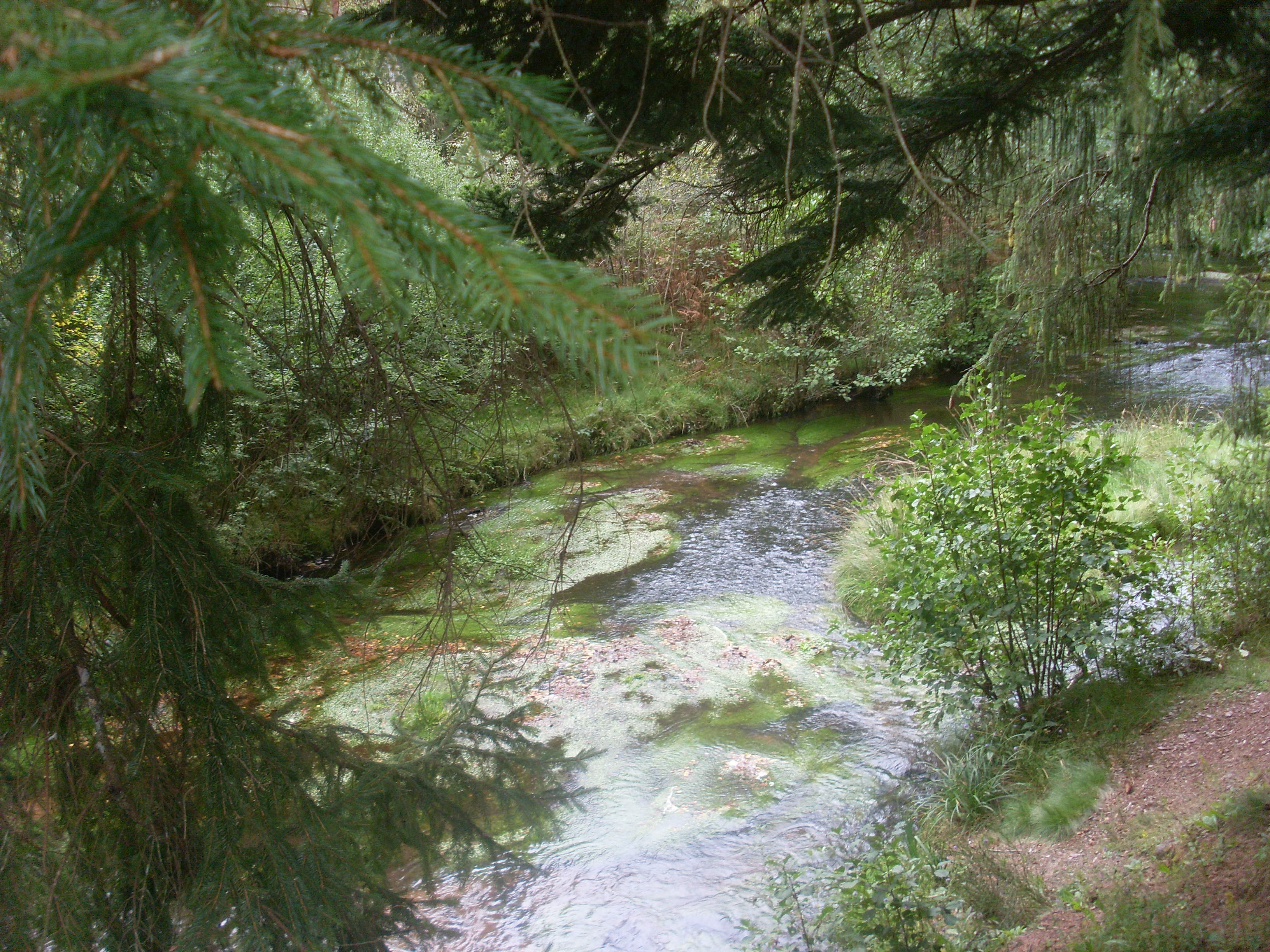

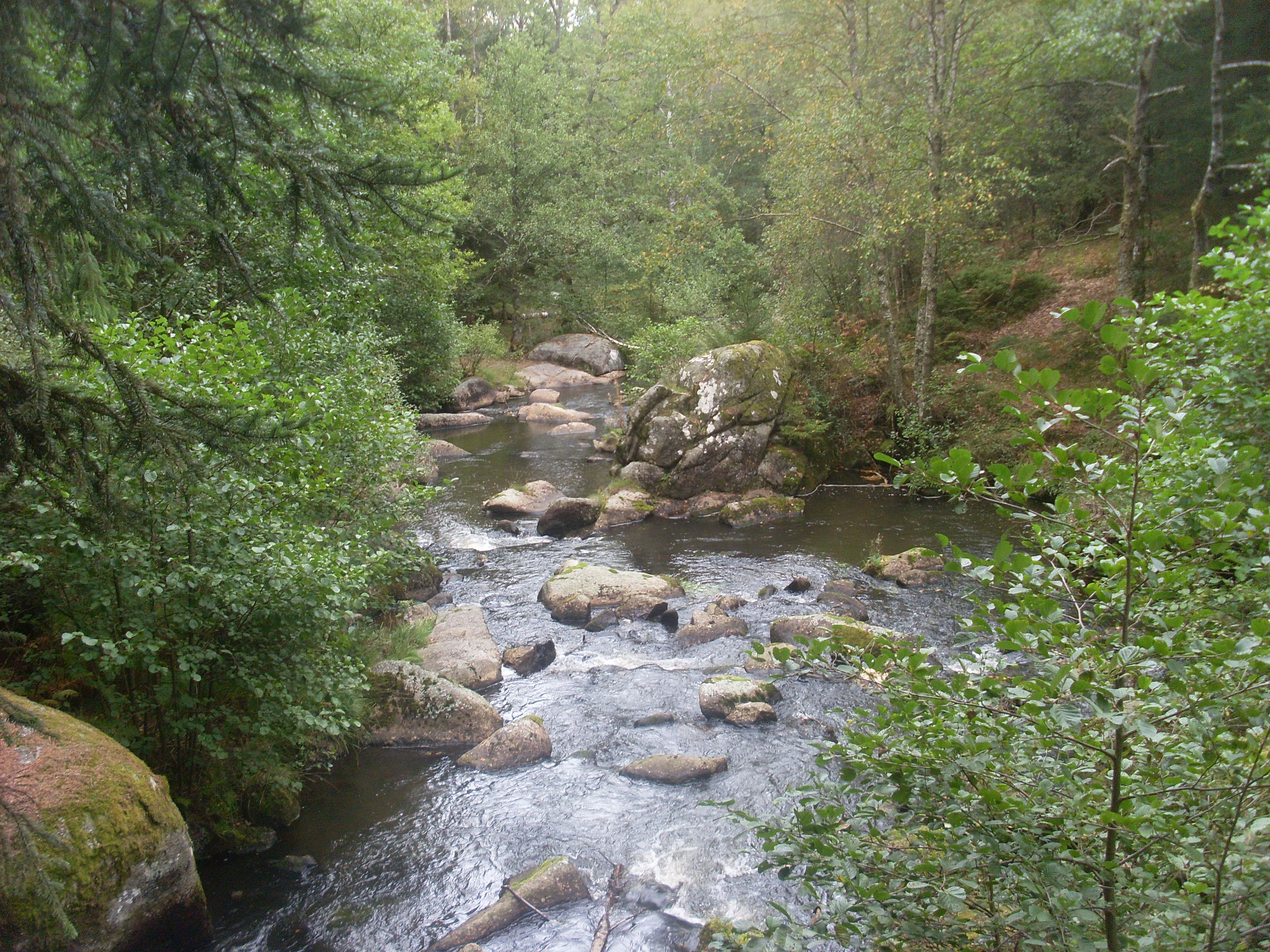

Le Taurion ou Thaurion (en Creuse) est une rivière française, qui traverse les départements de la Creuse et de la Haute-Vienne, en région Nouvelle-Aquitaine. C'est un affluent de la Vienne en rive droite, donc un sous-affluent de la Loire.

## Géographie

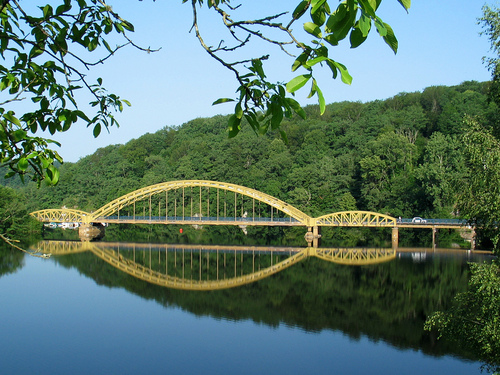
Pont du Dognon qui enjambe le Taurion à Saint-Laurent-les-Églises.

Il prend sa source à environ 785 m d'altitude sur le plateau de Millevaches, sur le flanc du puy de Groscher, à 2 kilomètres et demi à l’est de Gentioux (commune de Gentioux-Pigerolles), près du lieu-dit Paillier, dans le département de la Creuse.
Dans son cours creusois, le Thaurion passe sous le pont de Sénoueix, puis il alimente le lac de Lavaud-Gelade, avant de traverser la Rigole du diable. Son cours est jalonné par le Gour de Vaux près de Vallière puis la cascade du Pommier près de Pontarion. Il s'enfonce ensuite dans une vallée encaissée nommée gorges du Thaurion, entre Thauron et Bosmoreau-les-Mines. Il borde la ville de Bourganeuf puis remonte vers Châtelus-le-Marcheix où son cours est barré par les barrages hydroélectriques de la Roche-Talamie et de l'Étroit. Les ponts de Chauverne puis du bourg de Châtelus construits dans les années 1930 franchissent ces deux retenues respectives. Particularité géologique : son cours qui suit un axe sud-nord depuis Bourganeuf (faille d'Arrênes) oblique soudain vers l'ouest au niveau de Chauverne où il tranche nettement les monts de Saint-Goussaud dans une sorte de petit canyon où est installé le barrage de la Roche-Talamie.
Le Thaurion devient Taurion à son passage du département de la Creuse à celui de la Haute-Vienne, sans que l'on sache pourquoi, probablement par habitude des administrations départementales respectives. Il passe ensuite sous le pont du Dognon à Saint-Laurent-les-Églises. Deux autres barrages : Saint-Marc et Chauvan. Puis il se jette dans la Vienne  en rive droite à Saint-Priest-Taurion en amont de Limoges, après un cours long de 125 kilomètres.
Jusqu'au début du XXe siècle, le Thaurion servit à acheminer, par flottage, une grande quantité de bois coupé sur la Montagne limousine et dans les monts d'Ambazac vers la ville de Limoges (via la Vienne), qui l'utilisait notamment pour chauffer les fours à porcelaine. À ce titre, et avant la création de ses barrages hydroélectriques vers 1930, le Thaurion a joué un rôle important dans le développement économique du Limousin.

### Communes et cantons traversés
Dans les deux départements de la Creuse et la Haute-Vienne, le Taurion traverse les vingt-neuf communes suivantes, de l'amont vers l'aval, de Gentioux-Pigerolles (source), La Nouaille, Saint-Marc-à-Loubaud, Royère-de-Vassivière, Saint-Yrieix-la-Montagne, Le Monteil-au-Vicomte, Vallière, Banize, Chavanat, La Pouge, Vidaillat, Saint-Hilaire-le-Château, Soubrebost, Pontarion, Thauron, Bosmoreau-les-Mines, Mansat-la-Courrière, Bourganeuf, Masbaraud-Mérignat, Saint-Dizier-Leyrenne, Châtelus-le-Marcheix, Saint-Pierre-Chérignat, Les Billanges, Saint-Martin-Sainte-Catherine, Le Châtenet-en-Dognon, Saint-Laurent-les-Églises, Saint-Martin-Terressus, Ambazac, Saint-Priest-Taurion (confluence).
Soit en termes de cantons, le Taurion prend source dans le canton de Felletin, traverse les canton d'Ahun, canton de Bourganeuf, canton du Grand-Bourg, canton d'Ambazac, conflue dans le canton de Saint-Léonard-de-Noblat, le tout dans les arrondissements d'Aubusson, de Guéret et de Limoges.

### Toponymes
Le Taurion a donné son hydronyme à la commune de confluence Saint-Priest-Taurion et son hydronyme alternatif Thaurion est presque homophone à celui de la commune de Thauron.

### Bassin versant
Le Taurion traverse les dix zones hydrographiques suivantes L014, L020, L021, L022, L023, L024, L030, L031, L032, L040, pour une superficie totale de 2 300 km2. Ce bassin versant est constitué à 53,59 % de « forêts et milieux semi-naturels », à 43,74 % de « territoires agricoles », à 1,63 % de « territoires artificialisés », à 0,97 % de « surfaces en eau », à 0,04 % de « zones humides ».

### Organisme gestionnaire
L'organisme gestionnaire est le SI des Vallées Banize et Thaurion. Le Thaurion fait partie du SAGE de la Vienne.

## Affluents
Le Taurion a quarante-sept tronçons affluents référencés dont :
- le Jarasse (rd),
- les Champs (rd),
- le Haute Faye (rg),
- la Banize (rd),
- le Mander (rg),
- le Sussac (rd),
- le Malaplanchas (rg),
- le Vidaillat (rg),
- la Gosne (rd),
- le Vavette (rd),
- les Vergnes (rg),
- le Marque (rd),
- le Grand Vaux (rg),
- le Verger (rg)
- la Gonge (rd),
- la Leyrenne (rd),
- le Grandrieux (rd),
- le Tourtouéroux (rd),
- le Beaumont (rd)
- la Vige (rg),
- les Egaux,
- la Gane,
- la Bobilance (rg),
- la Gasnerie (rg)
- le Coussac,
- la Gane (rd),
- le Beuvreix ou Parleur (rd).

## Hydrologie

### Le Taurion à Saint-Priest-Taurion
Le Taurion a été observé depuis le 1er janvier 1980 , à la station L0321510 intitulée « Le Taurion à Saint-Priest-Taurion (Le Chauvan) », pour un bassin versant de 1 030 km2, à 237 m d'altitude

### Étiage ou basses eaux
À l'étiage, c'est-à-dire aux basses eaux, le VCN3, ou débit minimal du cours d'eau enregistré pendant trois jours consécutifs sur un mois, en cas de quinquennale sèche peut chuter jusque 2 m3/s, ce qui reste assez consistant.  

### Crues
Les crues peuvent être importantes, mais relativement moindres que celles des cours d'eau occidentaux du département de la Haute-Vienne, ou que ceux du nord de la Creuse. Le QIX 2 vaut 98 m3/s, tandis que le QIX 5 atteint 140 m3/s. Le QIX 10 vaut 180 m3/s, le QIX 20 vaut 290 m3/s et le QIX 50 se monte à 340 m3/s. En d'autres termes, tous les deux ans, le Taurion doit avoir une crue de l'ordre de 100 m3/s, et statistiquement, tous les dix ans, une crue de plus ou moins 180 m3/s doit survenir. 
À titre de comparaison, le QIX 10 de la Petite Creuse à Fresselines atteint 160 m3/s, donc un volume presque équivalent, alors que son module est plus que moitié moindre. C'est aussi le cas de la Tardes, affluent du Cher. Quant à la Bouzanne, petit cours d'eau au module six fois moindre que celui du Taurion, son QIX 10 atteint pas moins de 130 m3/s, soit près des trois quarts de celui du Taurion.
Le débit instantané maximal enregistré à la station de Saint-Priest-Taurion été de 228 m3/s le 1er décembre 1992, tandis que la valeur journalière maximale était de 215 m3/s le 6 janvier 1994. En comparant la première de ces valeurs à l'échelle des QIX de la rivière, il ressort que cette crue était bien moins que vicennale, et donc nullement exceptionnelle.

### Lame d'eau et débit spécifique
Le Taurion est une rivière puissante et fort abondante, alimentée par les précipitations elles aussi abondantes de la "Montagne Limousine". La lame d'eau d'écoulement de son bassin versant vaut en effet 583 millimètres par an, ce qui est près de deux fois plus que celle de la France entière, tous bassins confondus, et aussi largement supérieur à la moyenne du bassin de la Vienne (319 millimètres par an à Nouâtre). Le débit spécifique de la rivière (ou Qsp) atteint de ce fait le chiffre robuste de 18,4 litres par seconde et par kilomètre carré de bassin.

## Écologie et aménagements
La vallée du Thaurion a onze ZNIEFF de type I et une ZNIEFF de type II de telle sorte qu'elle est aussi site Natura 2000.
Le Thaurion est un cours d'eau non domanial. Le lit de la rivière ainsi que les berges appartiennent donc aux riverains. Le cours d'eau est classé en première catégorie et de seconde catégorie. Six AAPPMA sont implantés sur le site.

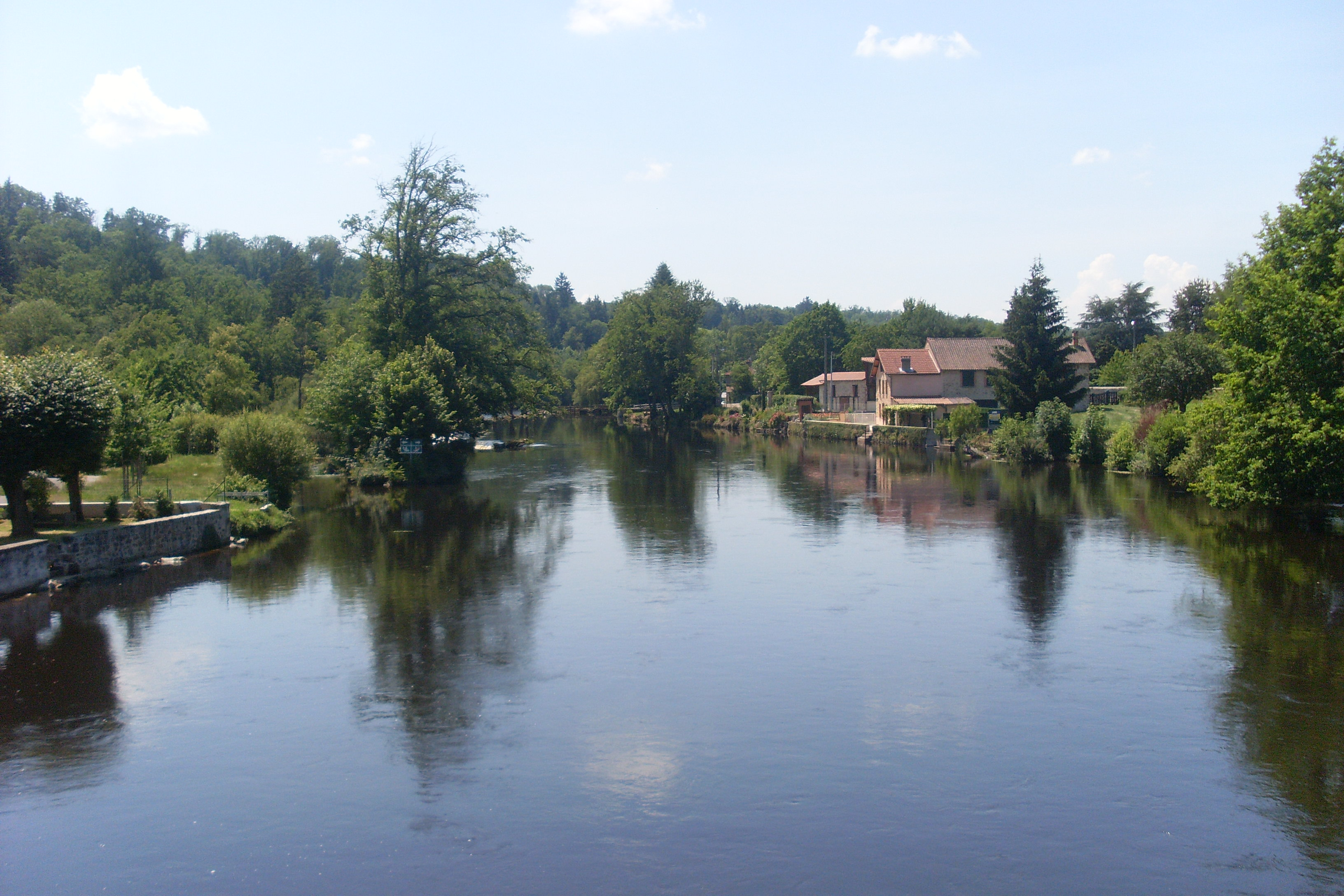
Le Taurion à Saint-Priest-Taurion.

## Galerie

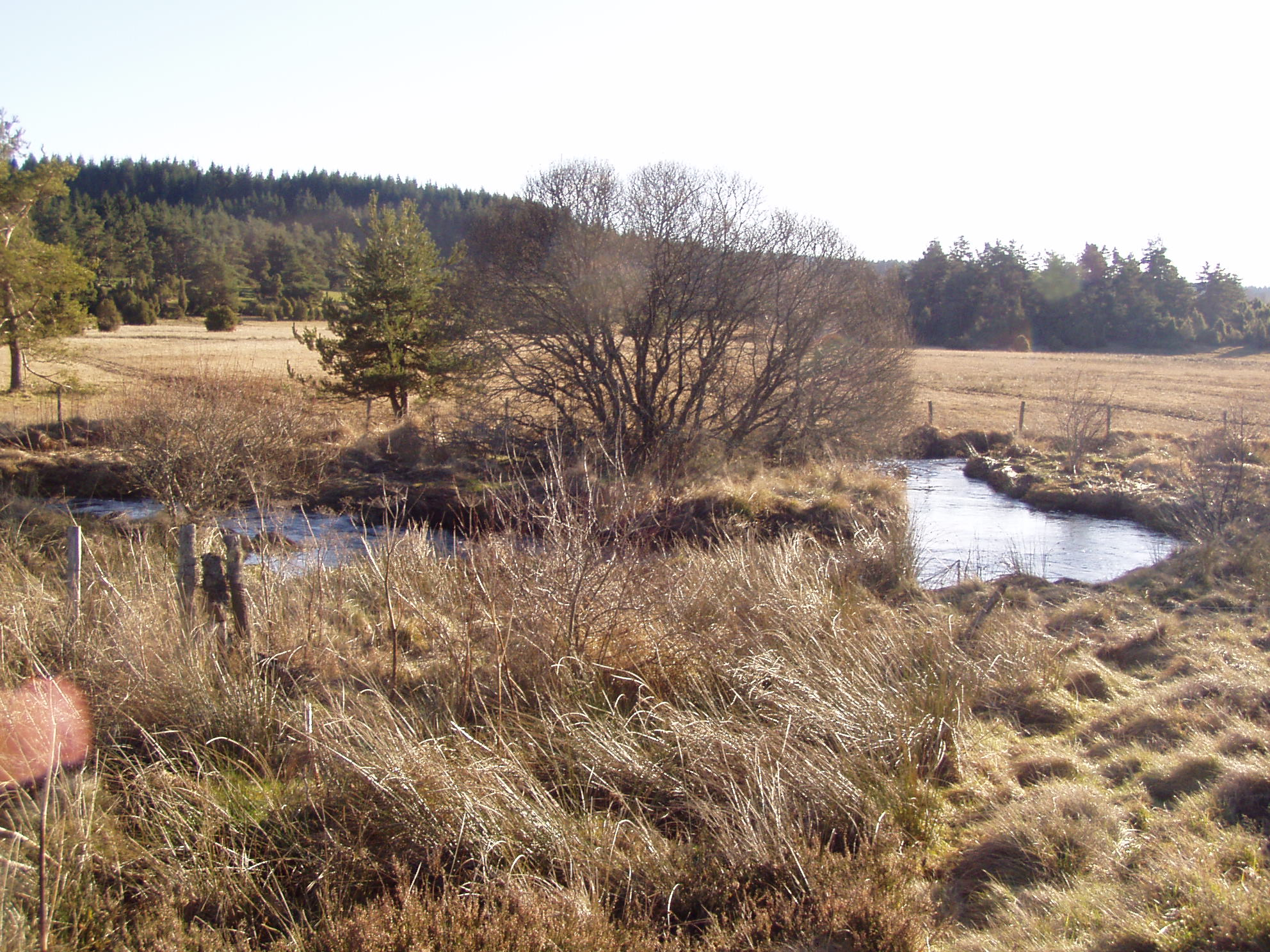
Le Thaurion en amont du pont de Sénoueix.
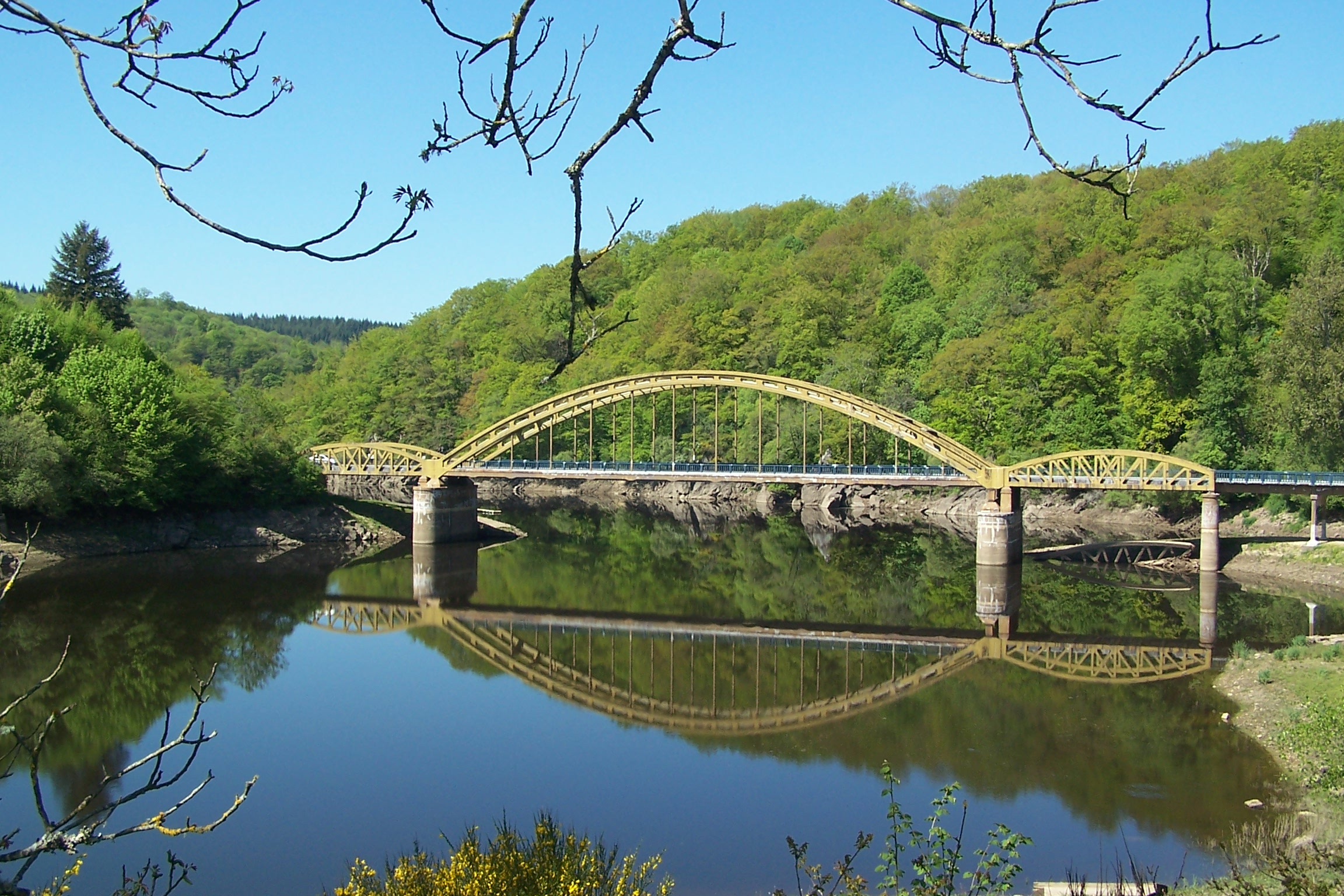
Le pont du Dognon sur le Taurion.
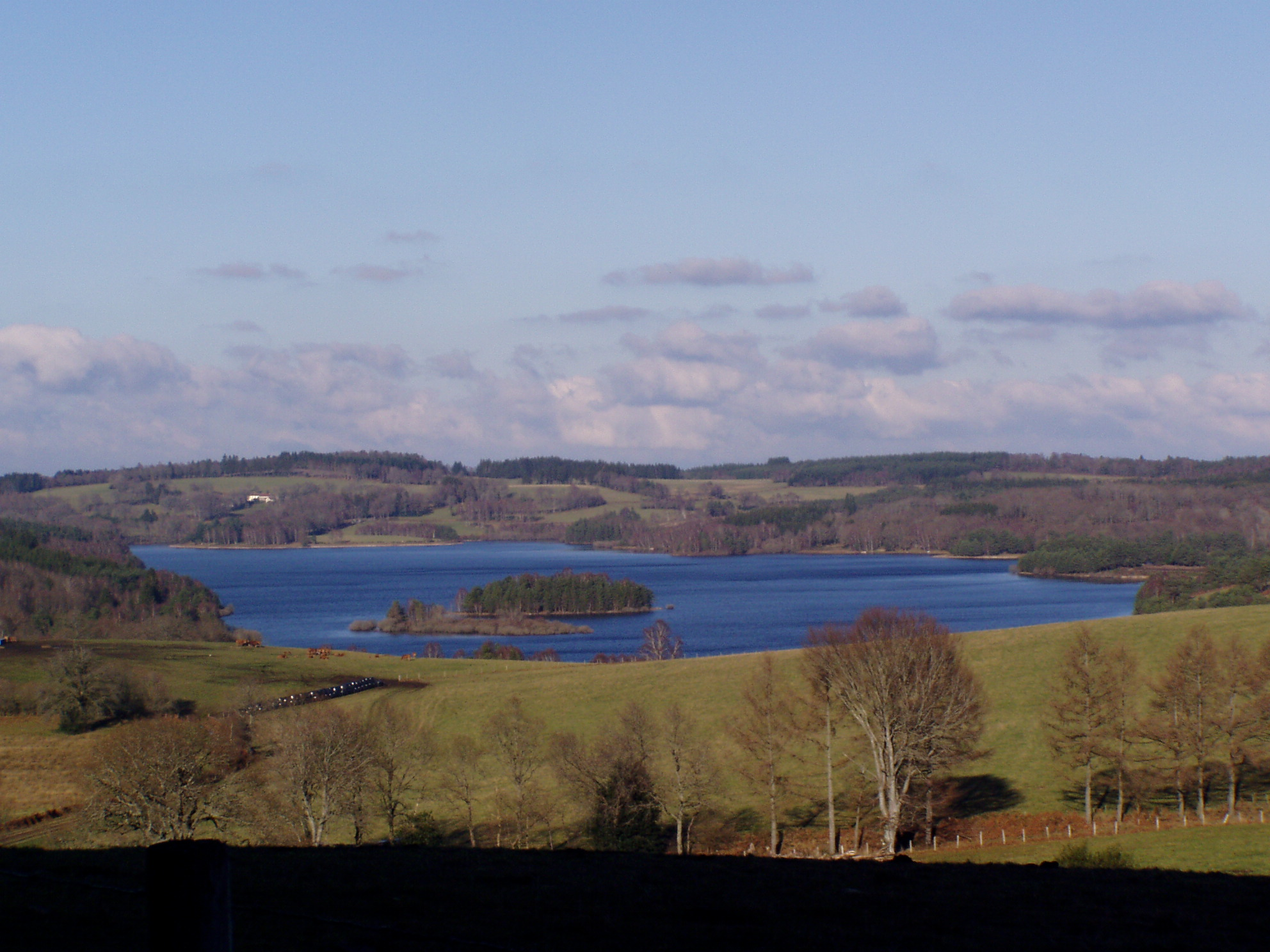
Le lac de Lavaud-Gelade alimenté par le Thaurion.